# Geographika

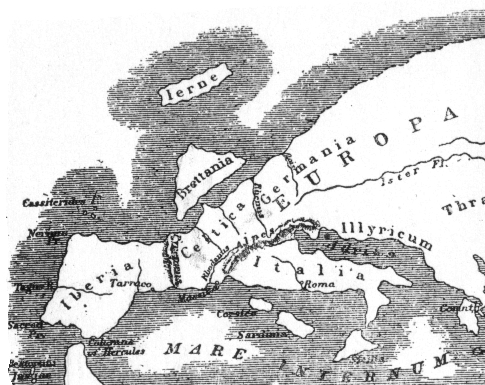
Europa volgens Strabo

Geographika is het bekendste boek van de Griekse historicus, geograaf en filosoof Strabo. Het is een uitgebreid werk van 17 delen en is een encyclopedie over de toen bekende wereld. Afgezien van het zevende boek is het volledig bewaard gebleven. Hoewel het de volledige voor de Grieken en Romeinen bekende wereld omvatte, bevat het enkele grote zwakheden volgens critici:
- Een constante erg defensieve houding ten aanzien van de dichter Homerus, waardoor Strabo enkele meer recente schrijvers negeert of tegenspreekt ten voordele van Homerus;
- Een erg Griekse aprioristische houding ten aanzien van feiten. Hierdoor lijkt Strabo deze feiten te willen onderscheiden van de pure reden.

Ondanks deze kritieken biedt de Geographika voor moderne wetenschappers, met name historisch en sociaal-geografen, een schat aan waardevolle historische kennis over de methoden en technieken van de geografie in de oudheid alsmede kennis van andere geografen uit de oudheid, die anders misschien niet overgeleverd waren.
Zo ongeveer dertig manuscripten van Geographika zijn tot deze tijd geconserveerd gebleven, bijna alle middeleeuwse kopieën van kopieën, sommige zelfs op papyrus, die zeer waarschijnlijk rond 100 of 300 gekopieerd zijn. Wetenschappers hebben jaren geworsteld om een accurate editie te maken die in de buurt kwam van wat Strabo eigenlijk heeft geschreven. Van 2002 tot 2011 is er nieuwe wetenschappelijke versie gepubliceerd die met 1 deel per jaar werd uitgebreid.

## Editie
De wetenschappelijke standaarduitgave van Strabo's Geographika is die van Stefan Radt, die in totaal 10 delen omvat:
- Stefan Radt (ed.), Strabons Geographika, Band 1, Prolegomena, Buch I-IV: Text und Übersetzung, Göttingen 2002
- Stefan Radt (ed.), Strabons Geographika, Band 2, Buch V-VIII: Text und Übersetzung, Göttingen 2003
- Stefan Radt (ed.), Strabons Geographika, Band 3, Buch IX-XIII: Text und Übersetzung, Göttingen 2004
- Stefan Radt (ed.), Strabons Geographika, Band 4, Buch XIV-XVII: Text und Übersetzung, Göttingen 2005
- Stefan Radt (ed.), Strabons Geographika, Band 5, Buch I-IV: Kommentar, Göttingen 2006
- Stefan Radt (ed.), Strabons Geographika, Band 6, Buch V-VIII: Kommentar, Göttingen 2007
- Stefan Radt (ed.), Strabons Geographika, Band 7, Buch IX-XIII: Kommentar, Göttingen 2008
- Stefan Radt (ed.), Strabons Geographika, Band 8, Buch XIV-XVII: Kommentar, Göttingen 2009
- Stefan Radt (ed.), Strabons Geographika, Band 9, Epitome und Chrestomathie, Göttingen 2010
- Stefan Radt (ed.), Strabons Geographika, Band 10, Register, Göttingen 2011